# Radonova transformace

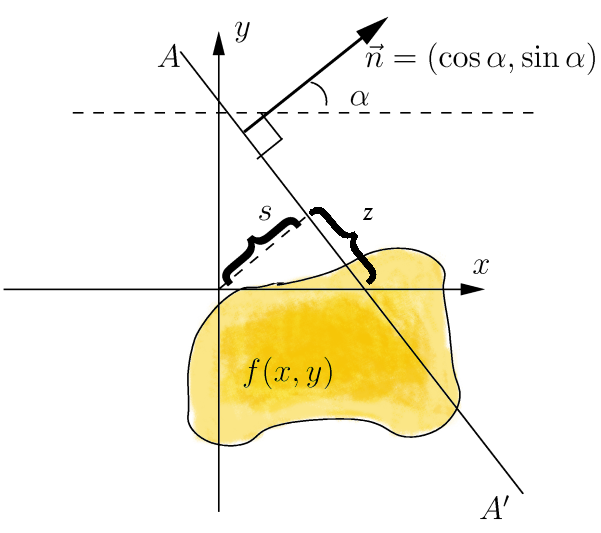
Radonova transformace.

Radonova transformace je matematická transformace pojmenovaná po Johannovi Radonovi. Jedná se o integrální transformaci, která spočívá v integrálu funkce přes přímky. Inverzní Radonova transformace se v teorii používá pro rekonstrukci obrázků z počítačových tomografů (v lékařství i průmyslu).
Uvažujme přímku definovanou parametricky jako
{\displaystyle (x(t),y(t))=t(\sin \alpha ,-\cos \alpha )+s(\cos \alpha ,\sin \alpha )\,}
která je ve vzdálenosti s od počátku a má normálu svírající s osou x úhel {\displaystyle \alpha }. Definujeme Radonovu transformaci funkce f v rovině jako (předpokládáme, že funkce je spojitá a nulová všude mimo kruh s určitým konečným poloměrem):
{\displaystyle {\mathcal {R}}[f](\alpha ,s)=\int _{-\infty }^{\infty }f(x(t),y(t))\,\mathrm {d} t}
Tento výraz se označuje jako paprskový integrál. V n rozměrech (n>2) je Radonova transformace integrál funkce přes nadroviny. Integrál funkce přes množinu všech přímek v {\displaystyle n}-rozměrném prostoru se také často volně nazývá Radonova transformace.
V souvislosti s tomografií se soubor dat Radonovy transformace (paprskové integrály přes všechny přímky) nazývá sinogram, protože Radonova transformace Diracovy delta funkce je sinusoida. Z toho plyne, že Radonova transformace několika malých předmětu vypadá graficky jako několik rozmazaných sinusových vln s různými amplitudami a fázemi.
Tato transformace ve dvou a třech rozměrech (kde se funkce integruje přes roviny místo přímek) byla popsána v roce 1917 Johannem Radonem, který rovněž sestavil vzorec pro zpětnou transformaci (využívanou v rekonstrukčních úlohách). Později byla tato transformace zevšeobecněna v integrální geometrii.
Radonova transformace se využívá v počítačové tomografii a při řešení hyperbolických parciálních diferenciálních rovnic.

## Projekční teorém (centrální řezový teorém)
Radonova transformace je úzce spjata s Fourierovou transformací.
Projekční teorém říká, že Fourierova transformace projekce dvourozměrné funkce f na přímku je rovna řezu dvourozměrné Fourierovy transformace této funkce f skrz počátek, která je rovnoběžná s přímkou projekce.
V řeči operátorů:
{\displaystyle F_{1}P_{1}=S_{1}F_{2}\,}
kde F1 a F2 jsou jedno- a dvourozměrné Fourierovy operátory, P1 je operátor projekce, který provádí projekci dvourozměrné funkce na jednorozměrnou přímku a S1 je operátor řezu, který vybírá jednorozměrný řez počátkem dané funkce.

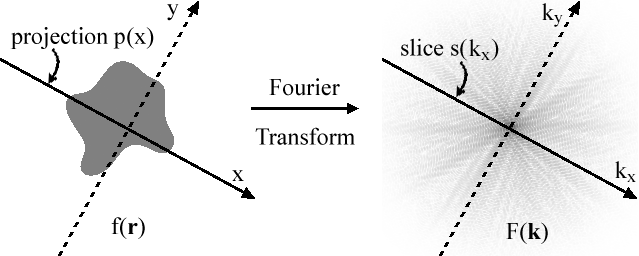
Grafické znázornění projekčního teorému. f(r) a F(k) jsou dvourozměrné páry funkcí ve Fourierově transformaci. Projekce funkce f(r) na osu x je integrál funkce f(r) podél přímek rovnoběžných s osou y a je označena p(x). Řez skrz F(k) je na ose k_{x}, která je rovnoběžná s osou x a je označena s(k_{x}). Projekční teorém tvrdí, že p(x) a s(k_{x}) jsou Fourierovy páry v jednom rozměru.

Toto je přímý vzorec pro inverzní Radonovu transformaci, čímž se ukazuje, že Radonova transformace má inverzní transformaci na vhodně zvolených prostorech funkcí. Tento způsob výpočtu ale není vhodný pro numerické řešení.

## Filtrovaná zpětná projekce
Ve dvou rozměrech existuje pro Radonovu transformaci přímý a výpočetně efektivní inverzní algoritmus, který se nazývá filtrovaná zpětná projekce. Je založen na původní prosté zpětné projekci pomocí tzv. zpětného promítání.
{\displaystyle f'(x,y)=\int _{0}^{2\pi }p_{\alpha }\alpha ,x\cos(\alpha )+y\sin(\alpha )\,\mathrm {d} \alpha ,}
Algoritmus každou jednotlivou projekcí naplní celou rovinu (prostor) v původním směru, pod kterým tato projekce vznikla, a tyto prostory poté sečte. Takto získaná rekonstruovaná funkce nebude totožná s původní. Rekonstrukce Diracovy delta funkce bude například vypadat jako hvězdice.
Toto zkreslení se dá vyloučit vhodným filtrováním, které se aplikuje na jednotlivé projekce ještě před zpětným promítáním. Tato metoda se poté nazývá filtrovaná zpětná projekce. Filtry, které splňující požadavky na toto filtrování, se nazývají ramp-filtry. Ideální ramp-filtr není v praxi fyzikálně realizovatelný, proto se používají jeho aproximace. Navíc je nutné spojit tento filtr s nějakým filtrem pro filtraci šumu, protože ramp-filtr je filtr typu HP(horní propust). Mezi používané filtry patří Shepp-Loganův nebo Ram-Lak.